# Serie A1 2012-2013 (pallamano femminile)
La Serie A1 2012-2013 è stata la 44ª edizione della massima serie del campionato italiano di pallamano femminile. Il campionato è stato vinto per la terza volta nella sua storia dal PDO Salerno, che nella finale play-off ha superato il Sassari.

## Formula
La formula del torneo prevedeva una stagione regolare divisa in una prima fase, dove le sei squadre partecipanti si affrontavano in partite di andata e ritorno, e in una seconda fase ad orologio. Al termine della seconda fase, a seconda dei piazzamenti, si disputavano le semifinali e la finale scudetto.

## Squadre partecipanti
| Squadra            | Città           | Stagione precedente    |
| ------------------ | --------------- | ---------------------- |
| Amatori Conversano | Conversano (BA) | 1º posto in Serie A2/B |
| Mestrino           | Mestrino (PD)   | 1º posto in Serie A2/A |
| Nuoro              | Nuoro           | 6º posto in Serie A1   |
| PDO Salerno        | Salerno         | 2º posto in Serie A1   |
| Sassari            | Sassari         | 3º posto in Serie A1   |
| Teramo             | Teramo          | 1º posto in Serie A1   |

## Stagione regolare

### Classifica
|  | Pos. | Squadra            | Pt | G  | V | VR | P | PR | GF  | GS  | DR  |
|  | ---- | ------------------ | -- | -- | - | -- | - | -- | --- | --- | --- |
|  | 1.   | PDO Salerno        | 27 | 10 | 9 | 0  | 1 | 0  | 327 | 256 | +71 |
|  | 2.   | Sassari            | 27 | 10 | 9 | 0  | 1 | 0  | 329 | 285 | +44 |
|  | 3.   | Amatori Conversano | 17 | 10 | 5 | 1  | 4 | 0  | 310 | 292 | +18 |
|  | 4.   | Mestrino           | 12 | 10 | 4 | 0  | 6 | 0  | 289 | 305 | -16 |
|  | 5.   | Nuoro              | 3  | 10 | 1 | 0  | 9 | 0  | 269 | 339 | -70 |
|  | 6.   | Teramo (-3)        | 1  | 10 | 1 | 0  | 8 | 1  | 242 | 289 | -47 |

## Seconda fase

### Classifica
|  | Pos. | Squadra            | Pt | G  | V  | VR | P  | PR | GF  | GS  | DR   |
|  | ---- | ------------------ | -- | -- | -- | -- | -- | -- | --- | --- | ---- |
|  | 1.   | PDO Salerno        | 33 | 12 | 10 | 0  | 1  | 0  | 366 | 287 | +79  |
|  | 2.   | Sassari            | 30 | 12 | 10 | 0  | 2  | 0  | 362 | 321 | +41  |
|  | 3.   | Amatori Conversano | 18 | 12 | 6  | 0  | 6  | 0  | 375 | 357 | +18  |
|  | 4.   | Mestrino           | 9  | 12 | 3  | 0  | 9  | 0  | 371 | 400 | -29  |
|  | 5.   | Nuoro              | 0  | 12 | 0  | 0  | 12 | 0  | 316 | 425 | -109 |
|  | 6.   | Teramo             | 0  | 0  | 0  | 0  | 0  | 0  | 0   | 0   | +0   |

Legenda:
      Playoff Scudetto.
      Retrocessione.

## Playoff Scudetto

### Semifinali
| Squadra 1   | Squadra 2          | Gara 1               | Gara 2                   | Gara 3                |
| ----------- | ------------------ | -------------------- | ------------------------ | --------------------- |
| PDO Salerno | Mestrino           | Salerno, 6 apr. 2013 | Mestrino, 13 apr. 2013   | Salerno, 20 apr. 2013 |
| PDO Salerno | Mestrino           | 38 – 24              | 28 – 30                  | 39 - 26               |
| Sassari     | Amatori Conversano | Sassari, 6 apr. 2012 | Conversano, 13 apr. 2012 |                       |
| Sassari     | Amatori Conversano | 22 - 22              | 29 - 28                  |                       |

### Finale
| Squadra 1   | Squadra 2 | Gara 1                | Gara 2               | Gara 3                |
| ----------- | --------- | --------------------- | -------------------- | --------------------- |
| PDO Salerno | Sassari   | Salerno, 27 apr. 2013 | Sassari, 4 mag. 2013 | Salerno, 11 mag. 2013 |
| PDO Salerno | Sassari   | 35 - 27               | 23 - 32              | 26 - 25               |